# SAC Angenstein
Der SAC Angenstein ist eine Basler Sektion des Schweizer Alpen-Clubs und mit 1145 Mitgliedern (Stand: Januar 2025) eine der kleineren Sektionen des Schweizer Alpen-Clubs. Sie wurde 1932 gegründet und hat den Sitz in Basel.

## Hütten
Die Sektion Angenstein betreibt zwei offizielle SAC-Hütten und das Clubhaus Grathaus Moron.
- 2370 m ü. M. Bergseehütte
- 2507 m ü. M. Lämmerenhütte
- 1315 m ü. M. Grathaus Moron

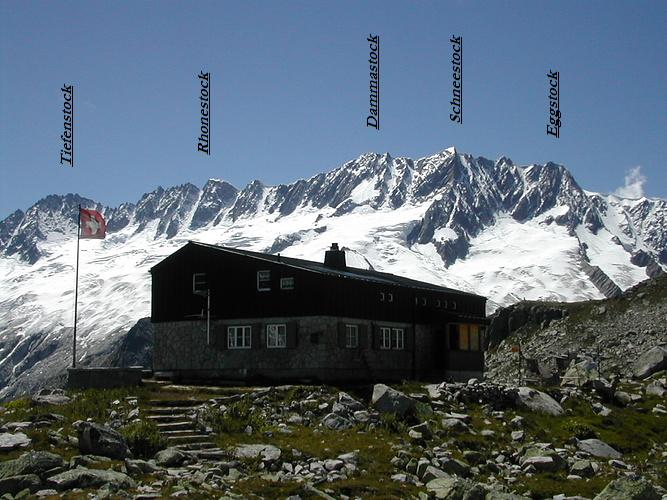
Bergseehütte
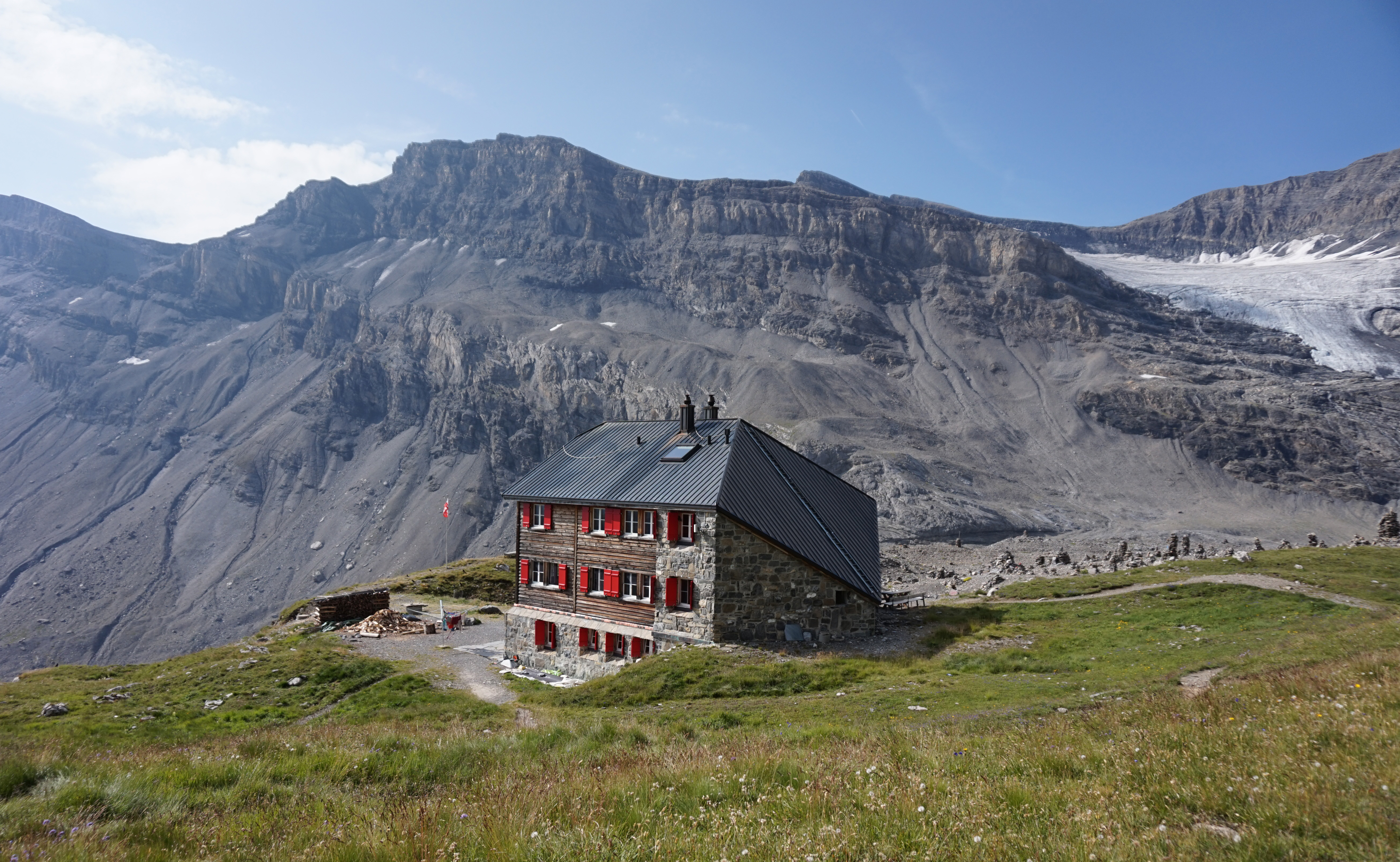
Lämmerenhütte

| Bergseehütte |

| Lämmerenhütte |

| Grathaus Moron |

| Hauptsitz |